# Tárd ki ablakod
A Tárd ki ablakod Szécsi Pál 1989-ben megjelent válogatásalbuma, amelyet Hungaroton-Gong adott ki CD-n (HCD 37287) és kazettán (MK 37287). Az énekes legismertebb 23 dalát adta ki rajta. Az első magyarországi CD-kiadványok egyike.

## Az album dalai
1. Ne félj [Szakály László feldolgozása - Szécsi Pál] (Tomaso Albinoni: Adagio a g-moll triószonátából Op. 6)
2. Tárd ki ablakod! [Schöck Ottó - S. Nagy István]
3. Két összeillő ember [ Havasy Viktor - S. Nagy István]
4. Talán sok év után [Sergio Endrigo - Bardotti - Vándor Kálmán] (Canzone per te)
5. Mint a violák [G. Gagliardi - G. Amendola - Vándor Kálmán] (Come le viole)
6. Himnusz a nyárhoz [Gábor S. Pál - Tardos Péter]
7. Könnyezem [Forrai György]
8. Kék csillag [Ihász Gábor - S. Nagy István]
9. Pillangó [Auth Ede - S. Nagy István]
10. Micsoda igények [Berki Géza - ifj. Kalmár Tibor]
11. Én édes Katinkám [Lajtai Lajos - Békeffi István, Szenes Iván]
12. Kismadár [Daniel Gerard, M. Barnes, R. Barnet - Szécsi Pál] (Butterfly)
13. Gedeon bácsi [Payer András - S. Nagy István]
14. Nekem minden sikerül [Pedro Peret - Calaf - Szécsi Pál] (Borriquito)
15. A távollét [Domenico Modugno - Enrica Bonaccorti] (La lontananza)
16. Hetedik csapás [Hoffmann Sándor - Vass Valéria]
17. Ha nem vagy velem [Sergio Endrigo - Bardotti - Vándor Kálmán (Lontano dagli occhi)
18. Szeretni bolondulásig [Fényes Szabolcs - Szenes Iván]
19. Csak egy tánc volt [Vadas Tamás - Varga Kálmán]
20. Egy szál harangvirág  [Ivanovici - Szécsi Pál] (Donauwellen)
21. Szegény bolond [Wolf Péter - S. Nagy István]
22. Szereted-e még? [Havasy Viktor - ifj. Kalmár Tibor]
23. Kósza szél [Sergio Endrigo] (L'arca di Noè)

## Közreműködők
- Budapesti MÁV Szimfonikusok vonósai (6),
- vezényel: Balassa P.Tamás (3, 5, 9), Körmendi Vilmos (6, 21), Bágya András (7),
- Papp Márta - vokál (1),
- Harmónia vokál (2, 3, 5, 6, 9, 10, 15, 16, 18, 21, 23),
- Kék Csillag együttes (1),
- Express együttes (5, 8, 21),
- Schöck együttes (13),
- Stúdió 11 (2, 4, 6, 7, 10-12, 14-18, 20, 22),
- a "Táncdalfesztivál 1971" vonós tánczenekara (9),
- a "Táncdalfesztivál 1972" vonós tánczenekara (3),
- a Magyar Rádió és Televízió Szimfonikus Tánczenakara (19).